# Поручитель (фильм)
«Поручитель» (англ. Entrusted) — фильм 2003 года в жанрах драма и триллер.
Теглайн: «A secret that could save a generation». Перевод: «Секрет, который может спасти поколение».

## Сюжет

Кадр из фильма

Время действия фильма — Вторая мировая война. Место действия — оккупированная нацистами Франция. Главный герой — Томас фон Галл (Томас Сангстер), маленький мальчик, с уникальной способностью запоминать многозначные числа. Его мать — Мария фон Галл (Клэр Кеим) — решает при помощи уникальных способностей сына организовать вывоз евреев с захваченной территории (он запоминал их номера счетов в швейцарских банках). Однако некий Грегор (Клаус Мария Брандауэр) — профессор и сторонник Рейха — раскрыл их деятельность, и теперь жизни мальчика угрожает большая опасность. Чтобы спасти сына, Марии приходится обратиться к Дэвиду (Стефан Мойер), его отцу, который и не подозревал о существовании Томаса. Через что готов пройти ребёнок ради спасения целого поколения?
Томас — хранитель секрета доступа к счетам в швейцарских банках, служивших источником средств для спасения евреев на территориях, оккупированных Германией. Мать готовила его к этой миссии и физически, и морально, но всё случилось вдруг и сразу. Мальчик стал призом, в борьбу за который вступили тщеславный шеф гестапо Мюллер (однофамилец) и финансист рейха Томас Хайнце, решивший руками Грегора Лямле завладеть богатствами евреев. На кону около восьмисот миллионов франков.
Оба главных героя в совершенстве владеют шахматным искусством, обладают рациональным мышлением и стремительным сознанием, а то, что происходит на экране, свободно соотносится с событиями, происходящими в игровой партии на шахматной доске. По сути, весь фильм — это борьба двух шахматных королей.
Первый — нацистский приспешник Грегор — король чёрных фигур, который всегда одевается в белое. Второй — обычный ребёнок с кучей кодов в голове. Томас — король белых фигур, который всегда носит серые и чёрные одежды. 
Томас не прост, очень не прост, как не прост и его герой, проходящий в течение фильма путь от наивного и беспечного мальчика до мужественного и самоотверженного героя.

## В ролях
| Актёр                 | Роль             |
| --------------------- | ---------------- |
| Томас Сангстер        | Томас фон Галл   |
| Клаус Мария Брандауэр | Грегор           |
| Клэр Кеим             | Катрин Ламьель   |
| Джованна Меццоджорно  | Мария фон Галл   |
| Тьерри Лермитт        | Андреас Лазик    |
| Доминик Пиньон        | Анри Лафонт      |
| Готтфрид Йон          | дедушка Томаса   |
| Стивен Мойер          | Дэвид Куотермейн |

## Восприятие
В редакционном критическом обзоре нидерландского портала Cinemagazine фильм характеризовался таким образом: 
сюжет этого фильма совершенно не похож ни на один другой фильм о Второй мировой войне и преследовании евреев. Ненавязчивые образы и кадры показывают, какой была повседневная жизнь. Например, мы видим, как дети играют, стреляя друг в друга. Все эти сцены делают фильм красивой и убедительной историей, которую вы должны смотреть с полным вниманием.Cinemagazine

## Интересные Факты
- Для этой роли Томас Сангстер учился играть на пианино, хотя в фильме Томас нажимает только на одну клавишу, когда играет на пианино с отцом (Стефаном Мойером).